# Lekárovce
Lekárovce este o comună slovacă, aflată în districtul Sobrance din regiunea Košice, pe malul râului Uj. Localitatea se află la altitudinea de 107 m deasupra n.m., se întinde pe o suprafață de 12,27 km2 și în 2017 număra 897 de locuitori. Se învecinează cu Bežovce, Pinkovce, Raionul Ujhorod, Maťovské Vojkovce, Bajany și Vysoká nad Uhom.

## Istoric
Localitatea Lekárovce este atestată documentar din 1400.

## Demografie
| An:                | 1994 | 2004   | 2014   | 2024    |
| ------------------ | ---- | ------ | ------ | ------- |
| Număr de persoane: | 1119 | 1035   | 940    | 835     |
| Diferență:         |      | −7,50% | −9,17% | −11,17% |

| An:                | 2023 | 2024   |
| ------------------ | ---- | ------ |
| Număr de persoane: | 834  | 835    |
| Diferență:         |      | +0,11% |